# Rektorat św. Mikołaja w Siedliskach
Rektorat św. Mikołaja w Siedliskach – rektorat rzymskokatolicki w diecezji tarnowskiej, w dekanacie Bobowa.

## Historia
Rektorat przy kościele św. Mikołaja w Siedliskach został erygowany przez biskupa tarnowskiego Wiktora Skworca 6 listopada 2011 roku poprzez wyłączenie części Siedlisk i Sędziszowej z obszaru parafii Siedliska. 
Do powstania (nowego) kościoła pw. świętych Piotra i Pawła w Siedliskach (ok. 1987), kościół św. Mikołaja pełnił przez wieki funkcję kościoła parafialnego, następnie jako kościoła filialnego – obecnie rektoratu. Świętopietrze z lat 1325–1327 wskazują tu na istnienie parafii. W latach 1561–1595 kościół był zajęty przez protestantów. 
Kościół pw. św. Mikołaja zbudowano na przełomie XIV i XV wieku. Kościół pierwotnie zbudowany był w stylu gotyckim, ale na skutek licznych przeróbek zatracił swoje cechy stylowe. Świątynia na przestrzeni wieków była kilkakrotnie odnawiana. Obok kościoła znajduje się cmentarz parafialny należący do parafii Siedliska oraz rektoratu.

## Rektorzy
- ks. Jacek Kupiec (od 2011); pierwszy i obecny rektor[4]